# Escura nigrosignata
Escura nigrosignata is een insect uit de familie van de mierenleeuwen (Myrmeleontidae), die tot de orde netvleugeligen (Neuroptera) behoort. 
Escura nigrosignata is voor het eerst wetenschappelijk beschreven door Tillyard in 1916.